# Кашуби
Кашубите (на кашубски: Kaszëbi; на полски: Kaszubi; на немски: Kaschuben) са западнославянска етническа група. Населяват областта Кашубия, част от Поморското войводство, Северна Полша. Тяхна традиционна столица е град Гданск.

## История
Кашубите считат себе си за потомци на древнославянското племе поморяни.

## Език
При преброяването от 2011 година около 106 000 души са декларирали, че говорят кашубски език.

## Население
Според различни оценки кашубите наброяват 300 000 – 500 000 души. През 2011 година като кашуби са се определили 228 000 души.